# Ellen Parren
Pour les articles homonymes, voir Parren.
 (octobre 2018).
Si vous disposez d'ouvrages ou d'articles de référence ou si vous connaissez des sites web de qualité traitant du thème abordé ici, merci de compléter l'article en donnant les références utiles à sa vérifiabilité et en les liant à la section « Notes et références ».
Ellen Parren, née en 1987 à Heelsum, est une actrice néerlandaise.

## Filmographie

### Cinéma et téléfilms
- 2007 : Flikken Maastricht : Evelien Smit
- 2007 : Alles is liefde : Jonge Vrouw
- 2008-2010 : S1ngle (nl) : Jolien
- 2009 : De co-assistent (nl) : Nynke
- 2011 : Alle tijd (nl) de Job Gosschalk : Touba[2]
- 2011 : Ter Observatie : Elise
- 2011 : Walhalla : Tamara
- 2012 : Dokter Deen (nl) : Doktersassistente
- 2012 : Van God los (nl) : Iris Borgesius
- 2013 : Smoorverliefd (nl) : Mooie vrouw bij Theo
- 2013 : Moordvrouw : Serveerster
- 2014 : Lucia de B. de Paula van der Oest : Mother of Deceased Baby[3]
- 2014 : Fashion Planet (nl) : Rowena
- 2014 : Panopticum (nl) : Zoey
- 2014-2016 : Jeuk de Casper Christensen et Frank Hvam : Ellen[4]
- 2015 : Bloed, zweet en tranen de Diederick Koopal : Sarith Hazi[5]
- 2015 : Jack (a Journey to Fulfillment) : Verkoopster
- 2015 : Poesjes : Kaat
- 2016 : Heer & Meester (nl) : Lara Harteveld
- 2016 : Missie Aarde (nl) : Svetlana
- 2017 : The Funeral of the Shy de Joost van Hezik[6]
- 2017-2018 : Papadag (nl) : Alice
- 2018 : Billy : Belinda
- 2018 : Klem (nl) :Sophie Winter
- 2019 : Hiernamaals (nl) : Evelien
- 2019 : Het Irritante Eiland (nl) : Makelaar
- 2022: The Golden Hour: Joëlle Walters[7]